# Hexatoma chalybeiventris
Hexatoma chalybeiventris är en tvåvingeart som beskrevs av Alexander 1949. Hexatoma chalybeiventris ingår i släktet Hexatoma och familjen småharkrankar.
Artens utbredningsområde är Peru. Inga underarter finns listade i Catalogue of Life.